# Walleria gracilis
Walleria gracilis là một loài thực vật có hoa trong họ Tecophilaeaceae. Loài này được (Salisb.) S.Carter miêu tả khoa học đầu tiên năm 1962.